# 上海市民办上宝中学
上海民办上宝中学，简称为“上宝中学”或“上宝”，是上海市闵行区七宝地区的一所民办初级中学。学校由主办方上海七宝资产经营有限公司、协办方上海中学于2002年合建。

## 办学
上宝中学的中考成绩连续七年（2006~2013年）在闵行区排名第一、于2012和2013年达上海市第二。

## 校风
上宝中学官方网站上说，学校教育学生做到“三个一样”（有检查无检查一个样、老师在与不在一个样、学校内学校外一个样)、实现“四个学会”（学会做人、学会学习、学会生存、学会合作）、形成“五自”精神（人格上自尊、行为上自律、学习上自觉、生活上自理、心理上自信）。